# Хантер, Иэн (актёр)
Иэн Хантер (англ. Ian Hunter; 13 июня 1900 — 22 сентября 1975) — английский характерный актёр.
Среди его десятков ролей в кино наиболее запомнились: «Это одна женщина» (1937) с Бетт Дейвис, «Приключения Робин Гуда» (1938, в роли короля Ричарда Львиное Сердце), «The Little Princess» (1939, капитан Реджинальд Кру) и «Доктор Джекилл и мистер Хайд» (1941, в роли доктора Lanyon). Хантер вернулся к легенде о Робин Гуде в 1955 году в сериале «Приключения Робин Гуда» (сэр Ричард).

## Фильмография
- 1927 — Ринг — Боб Корби
- 1927 — По наклонной — Арчи
- 1928 — Лёгкое поведение — адвокат
- 1935 — Сон в летнюю ночь — Тезей
- 1937 — Та самая женщина — Ллойд Роджерс
- 1940 — Бродвейская мелодия 40-х — Берт Мэтьюс
- 1940 — Долгий путь домой — Смитти
- 1943 — Вечность и один день — Декстер Помфрет
- 1957 — Фортуна — это женщина — Клайв Фишер
- 1960 — Порода Бульдог — адмирал